# マバラカット
マバラカット市（パンパンガ語:  Lakanbalen ning Mabalacat、英語: City of Mabalacat）とは、フィリピン・ルソン島のパンパンガ州（Province of Pampanga）にある都市である。2012年7月21日の国民投票に続いて正式に市に昇格し、これは同州ではアンヘレス、サン・フェルナンドに続き3番目。クラーク経済特別区の大部分は同市域に位置し（メインゲートはアンヘレス市にある）。クラーク国際空港だけでなく、数多くのホテル、カジノ、ゴルフコースなどのリゾートは主に同市に位置している。

## バランガイ
マバラカットには27のバランガイがある。
- Atlu-Bola
- Bical
- Bundagul
- Cacutud
- Calumpang
- Camachiles
- Dapdap
- Dau
- Dolores
- Duquit
- Lakandula
- Mabiga
- Macapagal Village
- Mamatitang
- Mangalit
- Marcos Village
- Mawaque (Mauaque)
- Paralayunan
- Poblacion
- San Francisco
- San Joaquin
- Santa Ines
- Santa Maria
- Santo Rosario
- Sapang Balen
- Sapang Biabas
- Tabun

## 歴史
1712年より前、マバラカットはバンバン（現在タルラック州バンバン）のバリオ（barango）（バランガイ）だった。1792年に町になり、抗菌性の樹皮を持つバラカットの木（Ziziphus talanai）にちなんで命名された。かつてアエタ族と和解がされた地域はバラカットの木々の森林で、カパンパンガ語の " Ma-balacat "は、"バラカットでいっぱい"という意味。
1853年、マバラカットは2,611人の人口で4つのバランガイ、すなわちババンダプ、デュキット、マラブニ、パグリムバンとなった。1903年には19のバランガイで7,049人に増加し、サン・ホアキン、サンタ・イネス、サンタ・マリア、サパン・バレン、サン・ホアキン、サン・ホアキン、サン・ホアキン、サン・ホアキン、サン・ホアキン、サン・マリア、Sapang Biabasのバランガイが設置された。1948年、マバラカットのバランガイはフォート・ストーツェンブルクを加えて20に増加した。

## 経済
マバラカットの2011年の税収は504,149,053.16ペソで、主に地方自治体ライセンス料、土地税、内国歳入控除、道路および橋梁資金から得られている。1997年には同市には2,447の事業所が登録され、サッシ工場、製鉄所、陶磁器、ベーカリーなどの生産が行われている。財政的には11の銀行によって支えられている。
公益事業には、Mabalacat Water System、Pampco II（PELCO II）、Datelcom Corporation（DATELCOM）、Smart Communications（SMART）およびDigital Telecommunications Philippines Incorporated（DIGITEL）の3つの電話会社とPRO- SAT）がある。

## 交通
- 同市南部にはマニラ首都圏とルソン島北部の地方へ向かう中継地のDauバスターミナルがあり主要な交通の中心地となっており、同所を経由しルソン島北部のタルラック州、パンガシナン州、北イロコス州、南イロコス州、ヌエヴァ・エシハ州、バターン州、ラウニオン州、ザンバレス州に向かう。
- ノースルソン高速道路、スービック - クラーク - タルラック高速道路、マッカーサー高速道路を含む多数の主要道路ネットワークがこの地域を横断している。
- クラーク国際空港（日本から関西国際空港よりジェットスター航空の直行便が開設された）
- かつては域内をフィリピン国鉄北方本線が走っており、ダウ駅、マバラカット駅などが存在した。

## ギャラリー

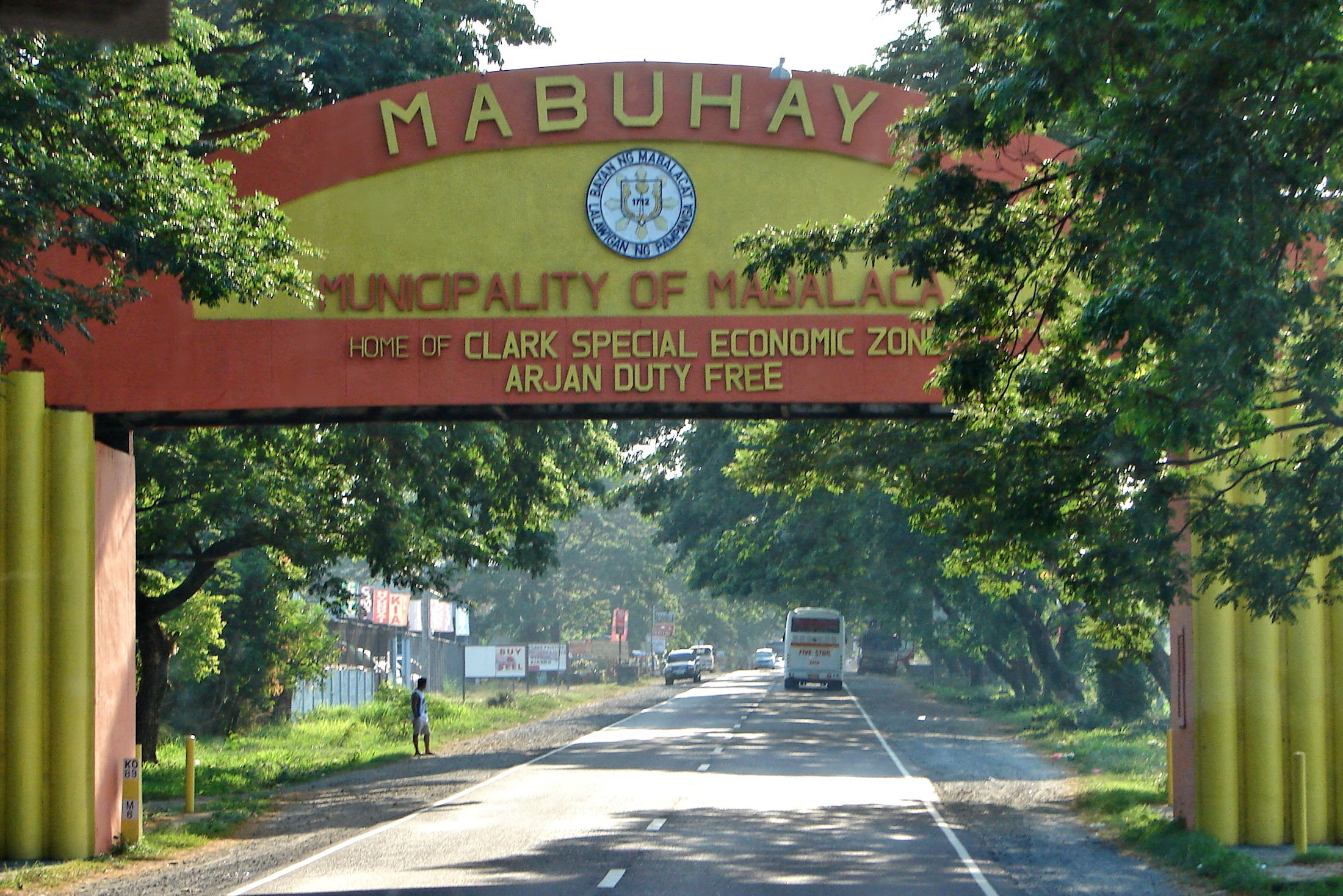
ウェルカムアーチ
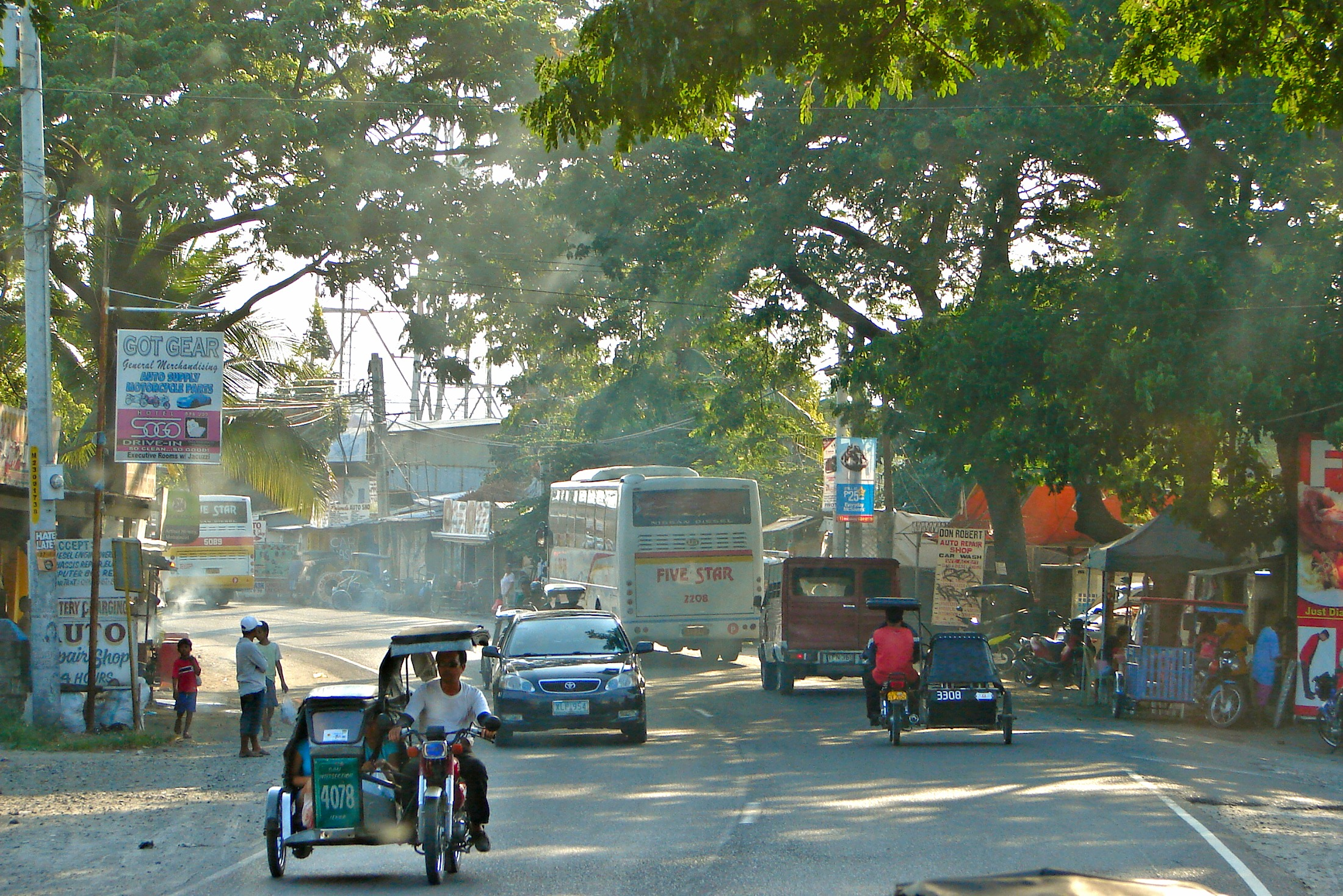
マバラカットの入口
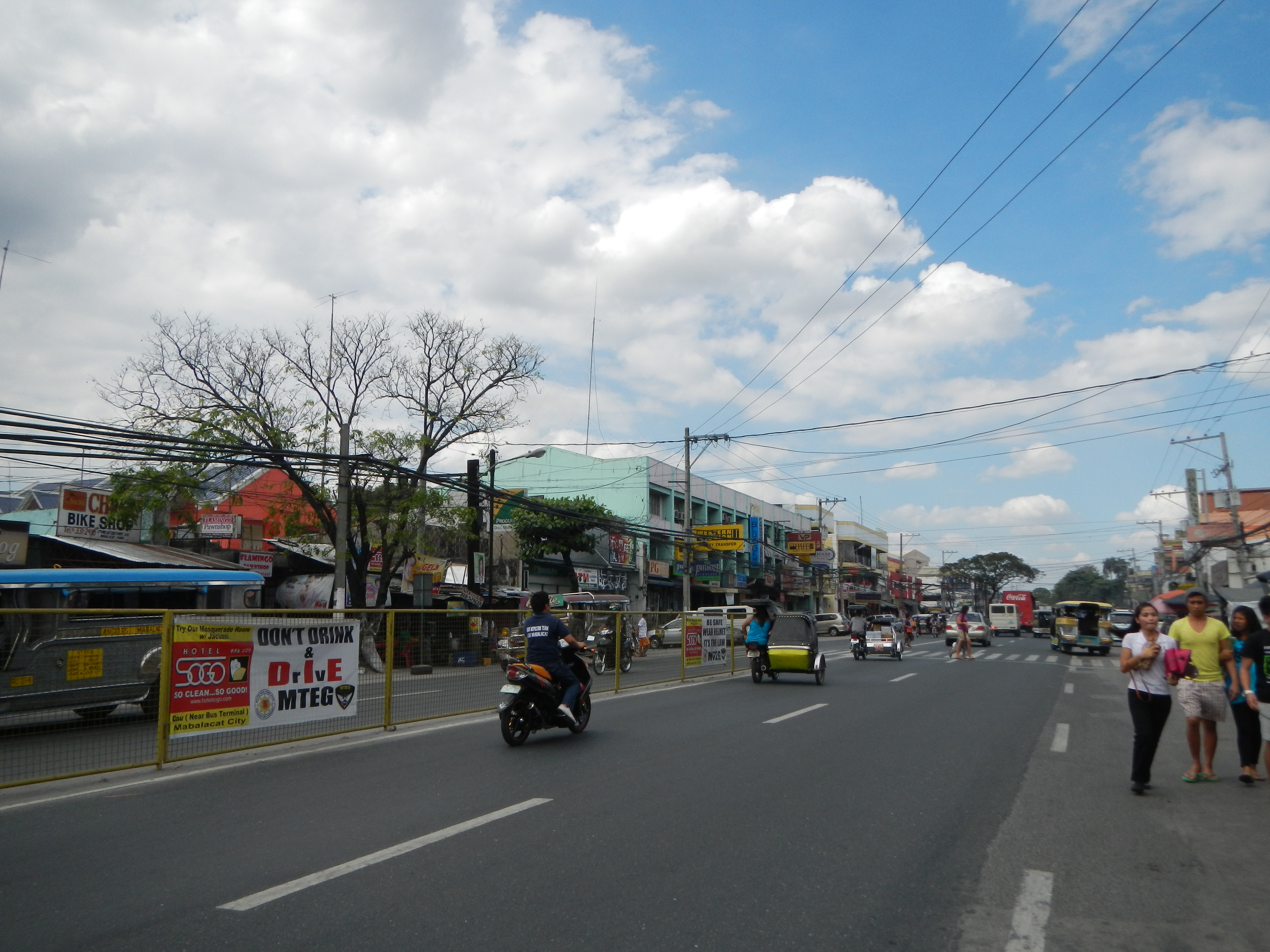
マバラカットの中心部
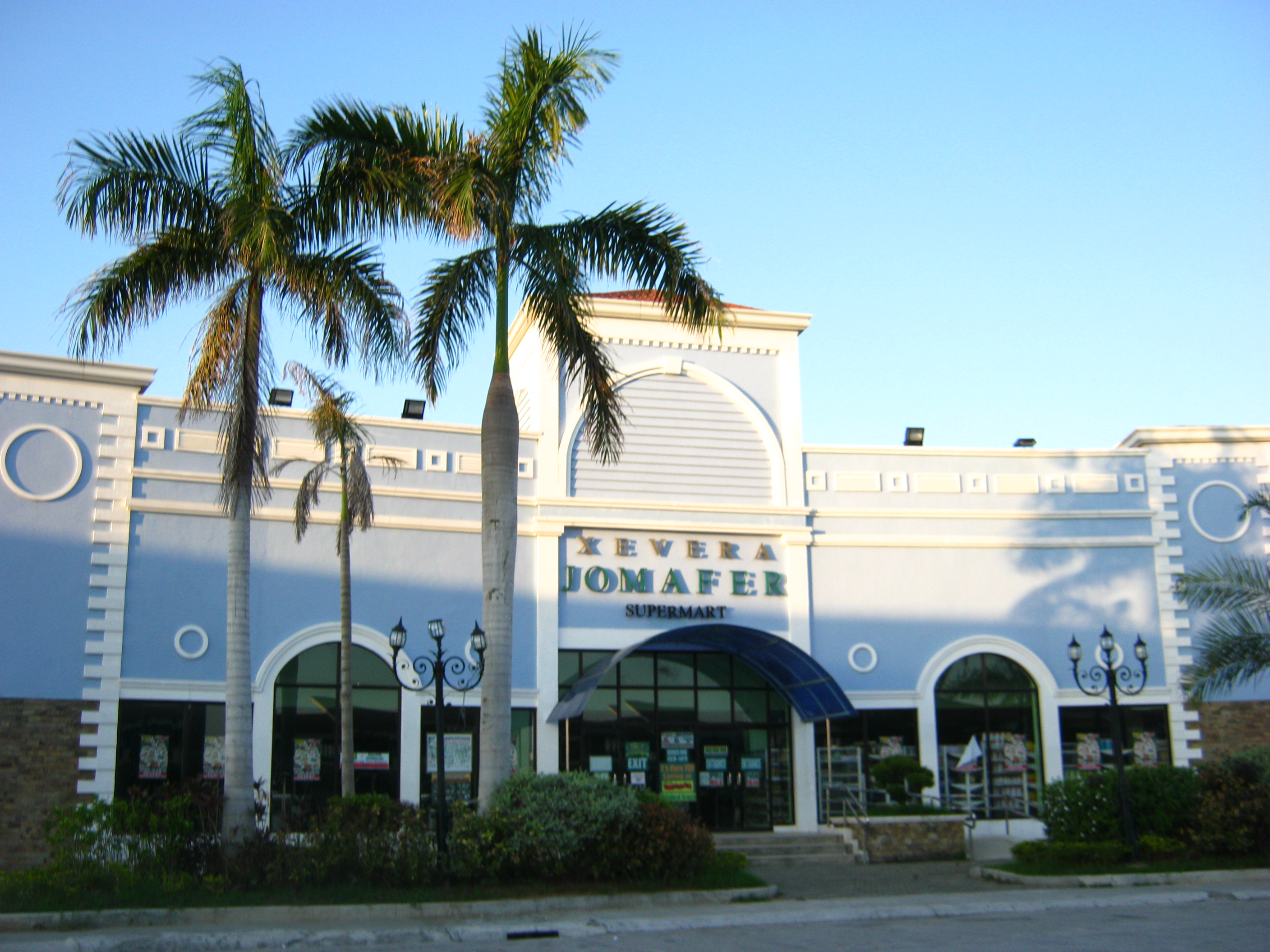
ロビンソンスーパーマーケット
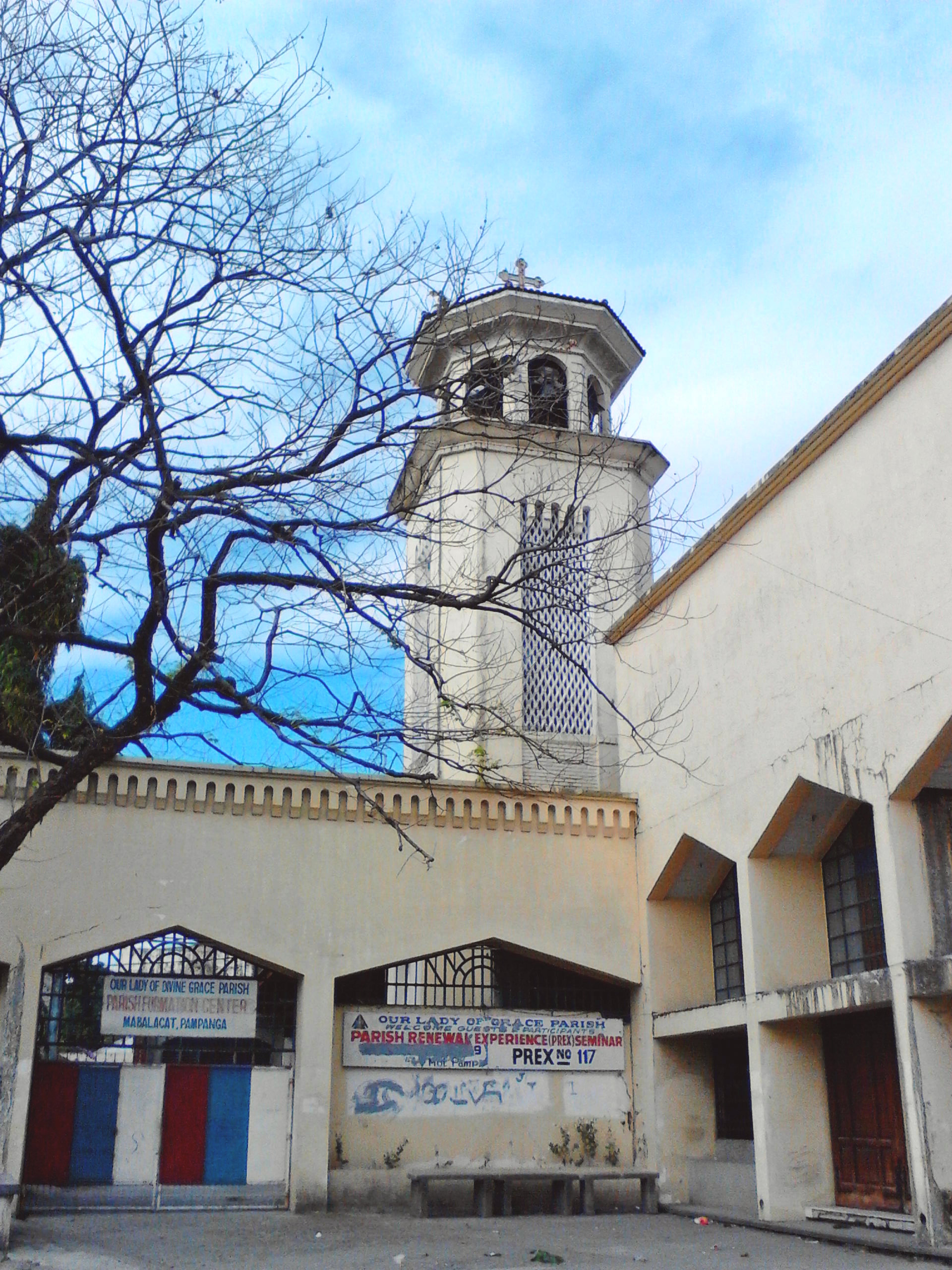
聖母グレース教会
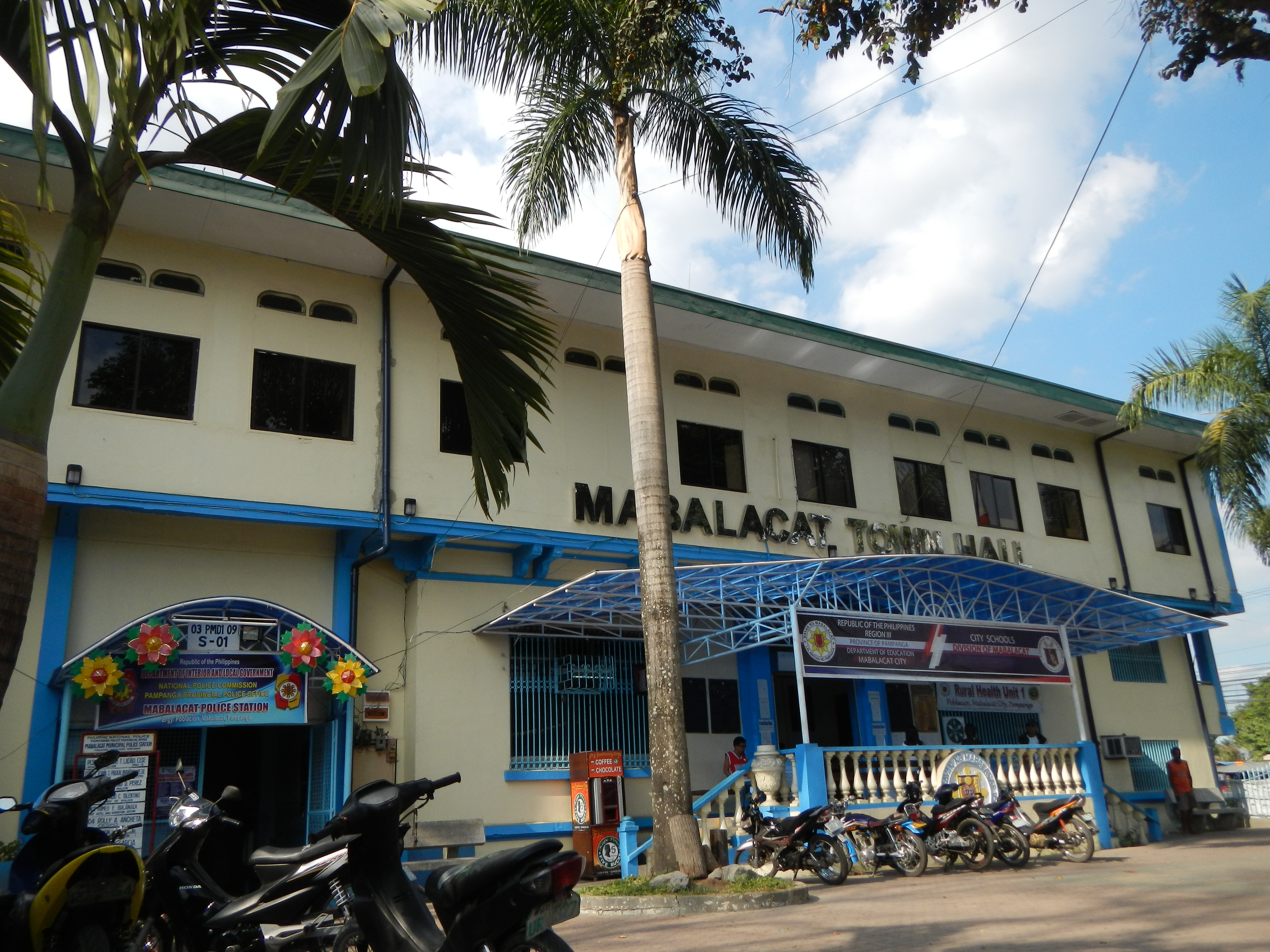
市に昇格前の庁舎